# Ropczyce-Sędziszów
Ropczyce-Sędziszów (powiat ropczycko-sędziszowski) is een district (powiat) in de Poolse woiwodschap Subkarpaten. De oppervlakte bedraagt 548,89 km², het inwonertal 73.680 (2014).

## Steden
- Ropczyce
- Sędziszów Małopolski

Stadsdistricten:
Rzeszów · Tarnobrzeg · Przemyśl · Krosno

Districten:
Bieszczady · Brzozów · Dębica · Jarosław · Jasło · Kolbuszowa · Krosno · Łańcut · Lesko · Leżajsk · Lubaczów ·  Mielec · Nisko · Przemyśl · Przeworsk · Ropczyce-Sędziszów · Rzeszów · Sanok · Stalowa Wola · Strzyżów · Tarnobrzeg

Grootste steden:
Dębica · Jarosław · Jasło · Krosno · Mielec · Przemyśl · Rzeszów · Sanok · Stalowa Wola · Tarnobrzeg